# غارث فاغان
غارث فاغان (بالإنجليزية: Garth Fagan)‏ هو راقص باليه جامايكي، ولد في 3 مايو 1940 في كينغستون في جامايكا.

## وصلات خارجية
- غارث فاغان على موقع IMDb (الإنجليزية)
- غارث فاغان على موقع قاعدة بيانات برودواي على الإنترنت (الإنجليزية)